# Џиза
Гари Грајс (енгл. Gary Grice; Бруклин, 22. августа, 1966), познатији под псеудонимом Џиза (енгл. GZA), амерички је хип-хоп извођач и један од чланова групе Ву-танг клан.

## Биографија
За хип-хоп се почео интересовати раних седамдесетих када је као дечак посећивао журке у блоку. Основао је трочлану групу са својим рођацима, који су се касније прославили под именима Риза и Ол дерти бастард. Реповали су на локалним хип-хоп журкама, али пошто су живели у различитим деловима Њујорка, Џиза и Ол дерти бастард су путовали до Статен Ајланда и тамо се састајали са рођаком Ризом.
После састајања обично би путовали назад у Њујорк и такмичили се са осталим ем-сијевима на такозваним реп бетловима. После неколико година Џиза је потписао уговор за Cold Chillin' Records као соло извођач под именом Џинијус. Снимио је албум Words from the Genius, продуцент за већину песама са овог албума био је Изи Моу Би. Албум није имао велики успех и после турнеје Џиза је раскинуо уговор са овом издавачком кућом.
После уласка у деветочлану групу Ву-танг клан, Џиза се веома добро показао на првом албуму, Enter the Wu-Tang (36 Chambers) као и у песми "Clan in da Front". Касније се појавио и на албуму Return to the 36 Chambers: The Dirty Version, као и на Рејквоновом Only Built 4 Cuban Linx.... То му је донело много више славе од првог соло албума. 1995 Џиза је снимио други соло албум Liquid Swordsи продуцент целог албума био је Риза. 1998 албум је изабран за једног од 100 најбољих реп албума икада.
После појављивања на другом албуму Ву-танг клана, Wu-Tang Forever, Џиза је објавио албум Beneath the Surface. Албум је прошао добро али се није прославио као претходни.
Даље се појављивао на албумима The W, Iron Flag и на неким соло албумима својих колега.
Следећи албум, Legend of the Liquid Sword је издао тек 2002. 2004 годину је већином провео на турнејама и са Рзом се појавио се у филму Џима Џармуша Coffe & Cigarettes.
Године 2005, Џиза и ди-џеј Магс су сарађивали на заједничком албуму Grandmasters. Продуцент читавог албума био је ди-џеј Магс, а Џиза је метафорички користио шаховске појмове и на тај начин описао реп индустрију.
Касније је гостовао на Рејквоновом албуму Raekwon's Only Built 4 Cuban Linx... Pt. II
2007 Џиза је са Ву-танг кланом снимио још један албум под називом 8 Diagrams. На лето 2008 објавио је албум под називом Pro Tools, контроверзна песма са овог абума била је "Paper Plates", која се односила на „ривала“ 50 Сента. Он се 2009. појавио и на Ју Гадовом албуму Dopium.

## Албуми
| Објављен | Албум                                          | Продуцент(и)                                                                             | Издавачка кућа                             |
| -------- | ---------------------------------------------- | ---------------------------------------------------------------------------------------- | ------------------------------------------ |
| 1991     | Words from the Genius                          | Easy Mo Bee, Patrick Harvey, Jesse West, RZA                                             | Cold Chillin'/Reprise/Warner Bros. Records |
| 1995     | Liquid Swords                                  | RZA, 4th Disciple                                                                        | Geffen/MCA Records                         |
| 1999     | Beneath the Surface                            | GZA, Arabian Knight, RZA, John the Baptist, Inspectah Deck, Mathematics                  | MCA Records                                |
| 2002     | Legend of the Liquid Sword                     | Bink!, GZA, Arabian Knight, Mathematics, RZA, Jaz-O, DJ Muggs                            | MCA/Universal Records                      |
| 2005     | Grandmasters (with DJ Muggs)                   | DJ Muggs                                                                                 | Angeles Records                            |
| 2008     | Pro Tools                                      | RZA, Bronze Nazareth, Preservation, Mathematics, Black Milk, Arabian Knight, True Master | Think Differently Music/Babygrande Records |
| 2011     | Liquid Swords 2: The Return of the Shadowboxer | RZA                                                                                      |                                            |